# Gita Mehta
Gita Mehta (nombre de nacimiento: Gita Patnaik, Delhi, 12 de diciembre de 1943-16 de septiembre de 2023) fue una periodista, documentalista y escritora indio-estadounidense. 

## Biografía
Hija de Biju Patnaik y Gyan Patnaik. Gita estudió en la India antes de trasladarse a Girton College en la Universidad de Cambridge en el Reino Unido. Como periodista y realizadora de documentales, cubrió con frecuencia guerras y conflictos, incluida la guerra de liberación de Bangladés de 1971. Como autora, publicó cinco libros que fueron traducidos a 21 idiomas. Contrajo matrimonio con Sonny Mehta, fue madre de Ajay Singh Mehta.
Fue galardonada con el Premio Padma Shri en 2019 en el campo de la literatura y la educación, el cual rechazó debido a las próximas elecciones generales y las posibles malinterpretaciones.
Mehta falleció el 16 de septiembre de 2023 a los 80 años, en su casa de Delhi.

## Libros
- 1979, Karma Cola.
- 1989, Raj ISBN 978-0-671-43248-5
- 1993, A River Sutra ISBN 978-0-09-951594-4
- 1997, Serpientes y escaleras: destellos de la India moderna ISBN 0-436-20417-7
- 2006, Eterno Ganesha: del nacimiento al renacimiento